# Palme d'or du cyclisme
Pour les articles homonymes, voir Palme d'or (homonymie).
La Palme d'or du cyclisme est un challenge annuel qui a récompensé, en France un coureur "amateur" ayant au long d'une année accumulé le plus grand nombre de points au cours d'un certain nombre d'épreuves cyclistes. Ce challenge annuel, créé en 1971, prend la suite d'un classement similaire créé en 1963, le Mérite Veldor. Il est sponsorisé par une société de promotion immobilière, qui lui donne son nom : les Palmes d'or Merlin-Plage. Un trophée est attribué au vainqueur de ce classement, au terme de chaque saison. Le vainqueur des Palmes d'or Merlin plage est considéré par beaucoup d'observateurs du cyclisme comme un officieux champion de FranceLe Trophée national établi sur des compétitions organisées en France est mis en compétition jusqu'en 1985.
En 1980, selon le même principe, est créé un Trophée international. Puis en 1981 un Trophée féminin est mis en place. Leur durée d'existence est brève.
En 1986, succédant à la Palme d'or est mis en compétition par la marque de pneumatique Wolber, le Wolber d'or, lié au mensuel  cycliste Vélo magazine.

## Le premier Trophée des amateurs: leMérite Veldor
C'est en 1963 qu'un trophée pour le cyclisme amateur en France est mis en compétition, en prenant exemple sur le Challenge Pernod des coureurs professionnels. Il prend le nom de Mérite Veldor. Veldor est le nom d'une maison de commercialisation de vins, faisant partie d'une société dont les activités sont très diverses (matériel de chauffage, distribution de combustibles, etc.), les établissements Sellier-Leblanc. En 1963, aucune loi n'interdit aux marques de boissons alcoolisées de faire de la promotion commerciale. Les cyclistes professionnels portent les couleurs des marques d'apéritif (Saint-Raphaël, Carpano), de vins (Margnat) et participent aux challenges organisés par la maison apéritive Pernod. Il n'est donc pas anormal que le cyclisme amateur soit couvert par les vins Veldor, dont le nom est ambivalent. Le trophée Veldor est mis en compétition jusqu'en 1970, et passe très officieusement le relais à un autre sponsor. Certains reproches sont faits à l'encontre du classement. Ainsi en 1969, Jean-Pierre Danguillaume, vainqueur d'une probante Course de la Paix, n'est que second du Veldor, car moins constant en saison que Daniel Proust. Mais celui-ci ne démérite pas car il a été présent de mars à fin septembre. De fait les clubs et les coureurs orientent leur stratégie de l'année en fonction des épreuves françaises inscrites au Veldor, et les sélectionneurs nationaux ont du mal à monter des équipes pour les épreuves internationales, non cotées. Comme tout challenge, il est victime de son succès et la pérennisation passe par une organisation rigoureuse, demandant plus d'investissement.

### Palmarès duMérite Veldor
| Année | Vainqueur             | Club              | âge    | Deuxième                 | Troisième           |
| 1963  | Aimable Denhez        | V.C. Pont-Audemer | 22 ans | ?                        | ?                   |
| 1964  | Raymond Huguet        | V.C. Vendôme      | 26 ans | Désiré Letort            | Michel Goeury       |
| 1965  | Daniel Salmon         | V.C. 12e (Paris)  | 25 ans | Jean-Yves Roy            | Gérard Demont       |
| 1966  | Bernard Guyot         | U.S. Créteil      | 20 ans | Jean Sadot               | Robert Hiltenbrand  |
| 1967  | Claude Guyot          | U.S. Créteil      | 19 ans | Robert Bouloux           | Christian Robini    |
| 1968  | Jean-Pierre Paranteau | A.S. Nérac        | 24 ans | Bernard Dupuch           | Bernard Thévenet    |
| 1969  | Daniel Proust         | A.C.B.B.          | 22 ans | Jean-Pierre Danguillaume | William Bisland     |
| 1970  | Yves Hézard           | C.S.M. Puteaux    | 22 ans | Marcel Duchemin          | Claude Lechatellier |

## LesPalmes d'or Merlin Plage
En 1971, c'est l'entreprise des promoteurs immobiliers, Guy et Bernard Merlin, qui prend la suite du Mérite Veldor. Le boom de la construction de "résidences secondaires", à la mer, à la montagne, dope l'entreprise familiale, pour qui le cyclisme et ses épreuves multiples, constituent un vecteur de publicité important. Cette publicité est mise en orchestre chaque fin de saison au moment de la remise des Palmes. Ainsi pour l'année 1972,  constate-t-on dans un magazine a priori moins ouvert à ce style de capitalisme, le Miroir du cyclisme, une pleine page de publicité "Merlin", en novembre Deux chapeaux introduisent la page. Le premier, photo de celui qui est surnommé "Duduche" à l'appui, annonce Marcel Duchemin-Lauréat 1972 "Palme d'or" MERLIN-PLAGE. Puis l'œil gagne la droite de la page pour voir le dessin d'une "résidence marine" en Normandie. Le numéro suivant inclut la remise du trophée dans sa rubrique "nouvelles du mois", avec photo des lauréats, en compagnie des frères Merlin et d'Eddy Merckx, invité haut-de-gamme. La cérémonie se déroule à... Courseulles-sur-Mer, objet de la publicité précédente. Il est normal que le sponsor se sponsorise, il le fait bien, car le magazine concurrent L'Équipe cyclisme magazine consacre une page entière au même événement, sous le titre : Les trophées amateurs. Duchemin lauréat de la Palme d'or Merlin-Plage, fêté à Courseuilles(sic).  De plus l'intérêt pour le cyclisme des deux frères est indéniable. C'est sans doute cet intérêt, dans le but d'aider et d'encourager le cyclisme amateur,  plus que des motivations pécuniaires, qui leur fait créer en 1980 des Palmes d'or internationales, et, l'année suivante, des Palmes d'or féminines. Mais si chaque année davantage d'épreuves nationales et internationales, en ligne, par étapes et contre-la-montre, si le  nombre des épreuves retenues pour le trophée national (est) sensiblement augmenté, afin de répondre aux sollicitations des organisateurs, le trophée devient une entreprise à lui seul. Et il revient de plus en plus cher.  Il convient d'en donner un aperçu. 

### Les épreuves
L'aperçu donné ici est celui du trophée Merlin-Plage, pour la saison cycliste 1982. Il y a pour cette année-là trois trophées. 
- le trophée national est réservé au coureurs séniors français, catégorie "amateurs" (sauf ex-pro), licenciés à la FFC. Il concerne 98 épreuves interrégionales, nationales, internationales et "open", qui sont créatrices de points selon un barème  en huit "catégories". En fait il existe une neuvième catégorie, qui prend en compte le résultat des épreuves classées au Challenge de l'A.I.O.C.C., les courses "open", les championnats régionaux (en France) et un éventuel record de l'heure (150 points pour ce dernier). 
  - une course est en catégorie "exceptionnelle", le Tour de l'Avenir ("open") qui attribue des points aux douze premiers, selon un barème dégressif allant de 200 points à 20 points.
  - deux courses sont en catégorie "A" : la Course de la Paix et le Championnat du monde sur route. Elles ouvrent la dotation de points aux 11 premiers selon un barème dégressif allant de 150 points à 15 points.
  - une course bénéficie d'un barème spécial, le Ruban granitier breton : les dix premiers ont des points (de 125 points à 10 points), et de plus une victoire d'étape donne 40 points, une victoire dans une demi-étape donne 20 points...
  - quatre courses en catégorie "C" ouvrent le "robinet à points", de 100 points à 10 points aux huit premiers : le Tour du Loir-et-Cher, Paris-Roubaix (amateur), la Route de France-Peugeot et le championnat de France.
  - en catégorie "D", de 80 points à 10 points aux huit premiers, 3 courses sont admises : le Circuit des Ardennes, le Tour de l'Yonne, et le Tour d'Auvergne.
  - la catégorie "E" regroupe 9 épreuves : Paris-Rouen, le Tour d'Île-de-France, le Circuit des Mines, les Cinq jours de Caen, le Tour du Roussillon, le Tour Européen, le Grand Prix des Nations (amateurs) (contre-la-montre), le Grand Prix de l'Équipe et du CV 19e, et le Grand Prix de France (contre-la-montre)
  - etc.
  - un sort spécial est fait aux courses "open[11]", Circuit de la Sarthe, Tour du Vaucluse, Tour du Limousin, Étoile des Espoirs, Grand Prix des Nations et aux victoires d'étapes au Tour de l'Avenir et à la Course de la Paix: elles attribuent entre 100 points et 10 points aux sept premiers.
  - Les cinq premiers du classement final reçoivent une dotation pécuniaire échelonnée de 5000 Frs[12],  pour le premier à 1000 Frs pour le cinquième.
  - Ces chiffres concernant l'année 1982, quels sont-ils pour l'année 1983 ? 
Le montant global des Prix  attribué .....reste stable : 12 500 Frs.  sont  distribués  chacune des deux années. Mais  l'inflation  gagne le nombre des épreuves prises en compte. De 98 en 1982, elles passent à 118 en 1983.
- le Trophée international est réservé aux coureurs seniors français et aux coureurs étrangers ressortissant de la FIAC. Ce trophée institué en 1980 semble abandonné après la saison 1983[13]. Le trophée inscrit 39 épreuves  dans sa cotation en 1982[14] et 43 épreuves en 1983, et celles-ci sont ventilées en cinq catégories :
  - Pour l'année 1983[15], une seule course est en catégorie "exceptionnelle", attribuant  en dégression du 1er au 12e, entre 120 points et 10 points : le Tour de l'Avenir (France).
  - Deux courses sont en catégorie "A", de 100 points à 10 points aux dix premiers : la Course de la Paix et le championnat du monde (route).
  - 22 épreuves sont en catégorie "B", de 70 points à 10 points aux huit premiers des : Tour de Corse(open), Tour de Colombie, Clásico RCN, Tour du Mexique, Tour de Pologne, Tour de Bulgarie, Tour de Yougoslavie, Milk Race (Grande Bretagne), Tour d'Autriche, Tour de Rhénanie, Tour de RDA, Sealink International, Tour de Slovaquie, Tour des Régions italiennes, Tour de Luxembourg (open), Circuit de la Sarthe (open), Tour du Vaucluse (open), Circuit des Ardennes, Grand Prix Guillaume Tell, GP des Nations) (open), Étoile des Espoirs, Ruban granitier breton.
  - 13 épreuves sont en catégorie "C", ouvrant droit de 50 points à 10 points aux  six premiers : le Tour de Bohême, le Tour de Hollande (amateur), le Tour de l'Uruguay, le Tour du Chili, le Tour de Turquie, le Tour d'Italie (amateur),  les Trois jours du Hainaut, le Tour de Basse-Saxe, le Tour du Maroc, le Tour du Colorado (open), le Tour de Floride, le Tour du Loir-et-Cher, et le Tour Européen
  - 6 épreuves, toutes françaises, de catégorie "D", attribuent entre 40 points et 10 points aux cinq premiers : Parix-Roubaix (amateur, Paris-Rouen, Paris-Vailly-sur-Sauldre, Paris-Troyes, le Grand Prix de France (contre-la-montre), le Grand-Prix de l'Équipe et du CV 19e.
- le Trophée féminin

### La remise du trophée et les prix distribués
Comme il a été déjà noté, le temps fort de la Palme d'or est le classement final et la cérémonie de remise des prix. En cela les frères Merlin n'innovent pas. Chez les amateurs, la remise du Mérite Veldor a lieu selon le même décorum. De même la remise des trophées Pernod chez les professionnels donnent lieu à une mise en scène dont le but est sûrement de fêter le ou les vainqueurs. Aussi sûrement elle est une opération de relations publiques du sponsor. Le trophée des amateurs a une couverture médiatique moindre, mais son évolution est remarquable. Ainsi en 1965, dans la revue cycliste prise en exemple Miroir du cyclisme, où la remise des prix, comme le classement n'ont eu aucun écho lors des deux premières éditions, une petite photo, perdue au milieu d'autres fait connaître au lecteur, assez lapidairement que  Daniel Salmon, lauréat du mérite Veldor est félicité par Annie F. et Janique A.. L'année suivante au même mois de décembre la remise du Vedor tient un quart de page avec photo visible et texte, sans compter un autre cliché présentant le lauréat Bernard Guyot aux côtés de "Miss Paris", les deux tenant le trophée, une coupe rutilante. Le quart de page donne plutôt dans l'autopromotion du groupe des Établissements Sellier-Leblanc, dont est énuméré l'état-major, sous la houlette du PDG Maurice Leblanc, que dans le compte-rendu journalistique Tout juste est-il remarqué que " le trophée réservé aux cyclistes amateurs a été créé par les vins Veldor, l'un des nombreux départements de la Société Sellier-Leblanc".
Mais le trophée est connu et en 1967, le journaliste traitant la saison amateurs intègre en fin d'article que Claude Guyot, lauréat du "Mérite Veldor" (les caractères gras sont dans l'article) termine ainsi sa dernière année amateur avec le titre de meilleur amateur français. Le numéro suivant rend compte sobrement de la remise du Mérite Veldor. Invité d'honneur c'est Raymond Poulidor qui officie à la remise d'une coupe, sous le patronage souriant du PDG M. Leblanc. Il reste à savoir si la vente des vins Veldor" bénéficie de cette audience...
Merlin-Plage prend le relais, bien transmis puisque celui-ci est annoncé lors de la remise du dernier Mérite Veldor. Pourtant, comme on dit en cyclisme, il « change de braquet » et dès la première année paie une demi-page de « publi-reportage » dans la revue. Il y annonce que le Tour de France fera étape en ses terres, et que le Tour de l'Avenir y fera le départ d'une étape. Merlin-plage est reconnu d'emblée comme partenaire et deux photos appuient le trait. En ce début 1972, c'est Cyrille Guimard, « venu en voisin », qui remet le prix à Régis Ovion. Le prix lui-même n'est plus la classique coupe mais un objet d'art, ou tenu pour tel. Les cinq premiers de la Palme d'or, comme les journalistes, ont été acheminés depuis Paris par un vol "Paris-Nantes" en Viscount, puis un car du Pays nantais les a amenés à Saint-Jean-de-Monts. Durant quatorze saisons cyclistes, la Palme d'or Merlin-Plage tient certes un créneau publicitaire, mais il permet un réel étalonnage des coureurs amateurs. 
Le prix lui-même consiste en "un objet d'art" et une somme d'argent. En 1983, pour exemple, les 12(es) Palmes d'or récompensent les trois premiers du Trophée international (10 000 Frs, 6000 Frs, 4000 Frs), les cinq premiers du Trophée national (5000 Frs, 3000 FRs, etc.) et les deux premières du Trophée féminin (2000 Frs et 1000 Frs).

### Palmarès desPalmes d'or Merlin Plage, trophée national
| Année | Vainqueur            | Club                   | âge    | Deuxième            | Troisième                     |
| 1971  | Régis Ovion          | A.C.B.B.- Peugeot      | 22 ans | Marcel Duchemin     | Claude Aigueparses            |
| 1972  | Marcel Duchemin      | O.C.C. Laval           | 28 ans | Jean-Pierre Guitard | Claude Aigueparses            |
| 1973  | Bernard Bourreau     | C.A. Civray            | 22 ans | André Corbeau       | Patrick Béon                  |
| 1974  | Hubert Arbès         | C.C Béarnais -La Hutte | 24 ans | Christian Seznec    | Michel Laurent                |
| 1975  | Bernard Vallet       | S.C. Nice              | 21 ans | Rachel Dard (en)    | Bernard Quilfen               |
| 1976  | Jean-Raymond Toso    | A.C.B.B                | 24 ans | Hubert Linard       | Christian Muselet             |
| 1977  | Patrick Friou        | Royan O.C.             | 22 ans | Paul Sherwen        | Jean-René Bernaudeau          |
| 1978  | Graham Jones         | A.C.B.B.               | 21 ans | Joël Soudais        | Gérard Le Dain                |
| 1979  | Robert Millar        | A.C.B.B                | 21 ans | Phil Anderson       | Francis Castaing              |
| 1980  | Francis Castaing     | C.C. Marmande          | 21 ans | Bernard Pineau      | Frédéric Vichot               |
| 1981  | Étienne Néant        | V.C. Annemasse         | 21 ans | Marc Gomez          | Claude Moreau                 |
| 1982  | Bernard Pineau       | C.C. Marmande          | 28 ans | Philippe Saudé      | Vincent Barteau Éric Caritoux |
| 1983  | Bernard Pineau       | CC. Marmande           | 29 ans | Denis Roux          | Yvon Madiot                   |
| 1984  | Thierry Marie        | E.S. Livarot           | 21 ans |                     |                               |
| 1985  | Jean-Jacques Philipp | A.C.B.B.               | 24 ans | Bernard Richard     | Christian Chaubet             |

### Palmarès desPalmes d'or Merlin Plage, trophée international
| Année | Vainqueur                 | âge    | Deuxième      | Troisième         | Quatrième                           | Cinquième                       |
| 1980  | Sergueï Soukhoroutchenkov | 24 ans | Youri Barinov | Czesław Lang      | Jiří Škoda                          | Olaf Ludwig                     |
| 1981  | Sergueï Soukhoroutchenkov | 25 ans | Youri Barinov | Andreï Vedernikov | Charkid Zagretdinov                 | Ivan Mitchenko                  |
| 1982  | Ivan Mitchenko            | 22 ans | Bernd Drogan  | Cristóbal Pérez   | Helmut Wechselberger & Luis Herrera |                                 |
| 1983  | Olaf Ludwig               | 23 ans | Jan Krawczyk  | Falk Boden        | Viktor Demidenko                    | Bernd Drogan & Andrzej Serediuk |

### LesPalmes d'or, Trophée féminin
| Année | Vainqueur     | Deuxième           | Troisième         |
| 1981  | Jeannie Longo | Isabelle Gautheron | ?                 |
| 1982  | Jeannie Longo | Isabelle Gautheron | Martine L'Haridon |
| 1983  | Jeannie Longo | Isabelle Gautheron | Isabelle Nicoloso |

## Les "Wolber d'or"
En 1986, la société des pneumatiques Wolber, presque centenaire, prend le relais de Merlin-plage et attribue un Wolber d'or. Le principe est semblable aux "Palmes", mais la notoriété du nouveau trophée est moindre, à tel point que peu des revues cyclistes donnent en fin d'année le classement. De fait aux classements nationaux des trophées Merlin et Wolber, s'ajoutent au cours des années 80 plusieurs classements régionaux, sponsorisés par des entreprises proches du terrain.
De plus, au niveau national existe un autre challenge, la Coupe "Mavic", qui est attribuée au club français ayant marqué le plus de points dans un nombre d'épreuves dont la quantité recoupe les trophées individuels. Ainsi pour l'année 1990, le sponsor, partenaire de la Coupe Mavic, La Poste, livre sur une demi-page du mensuel Vélo sprint 2000 dans le numéro bilan de fin de saison, le résultat de ladite Coupe, remporté par ... l'ASPTT Paris, mais on cherche en vain le résultat annuel du "Wolber".

### Palmarès duWolber d'or
| Année | Vainqueur              | Club                   | âge    | Deuxième               | Troisième      |
| 1986  | Gilles Sanders         |                        | 22 ans | Claude Carlin          | Laurent Masson |
| 1987  | Jean-François Laffillé | CC Wasquehal           | 25 ans | Laurent Bezault        | Claude Carlin  |
| 1988  | Laurent Bezault        |                        | 22 ans | Pascal Lance           | Patrick Bonnet |
| 1989  | Christophe Manin       |                        | 23 ans | Jean-François Laffillé | Éric Pichon    |
| 1990  | Jean-Philippe Dojwa    | VC Lyon-Vaulx-en-Velin | 23 ans |                        |                |
| 1991  | Hervé Garel            | AS-PTT Paris           | 24 ans |                        |                |